# Rosszfiúk (film, 1999)
A Rosszfiúk 2000-ben bemutatott magyar filmdráma, melyet Sas Tamás rendezett. Zenéjét Pierrot, Ganxsta Zolee és Kovács Kati szerezték. A főbb szerepekben Bodó Viktor, Rajkai Zoltán, Stohl András és Máté Gábor látható.

## Cselekmény
Kecső 13 hónapra egy szacsai javítóintézetbe kerül, ahol azonnal verekedéssel kell kivívnia helyét a rangsorban. Miután társai szökésre kényszerítik és egy utcai padhoz kötözik, megismerkedik egy Ági nevű vonzó lánnyal, akivel egymásba szeretnek. Az intézet nemsokára új igazgatót kap, az ambiciózus, mindenkin átgázoló, katonás szemléletű Lehota személyében.

## Szereplők
| Színész          | Szerep                                         |
| ---------------- | ---------------------------------------------- |
| Bodó Viktor      | Kecskés Tamás "Kecső"                          |
| Rajkai Zoltán    | Vass Balázs "Spangli"                          |
| Stohl András     | Lehota Árpád nevelőtanár, majd intézetigazgató |
| Reketye Zoltán   | Tóbiás Géza                                    |
| Balogh Rudolf    | Oláh Ottó "Hunya"                              |
| Bánszky László   | Lukács József                                  |
| Máté Gábor       | Ungrai Béla korábbi intézetigazgató            |
| Szacsvay László  | Szovák Antal polgármester                      |
| Fullajtár Andrea | Smith Aranka televíziós műsorvezető            |
| Kovács Kati      | önmaga                                         |

## Forgatás
A városi jeleneteket Esztergomban, az intézetben játszódó jeleneteket pedig a csobánkai Margitliget kastélyában forgatták; többször megjelennek a filmben, egyértelműen azonosítható módon a Csobánkán átvezető 1109-es út egyes szakaszai is.